# Sumitro Djojohadikusumo
Sumitro Djojohadikusumo né le 29 mai 1917 à Gombong, Kebumen et mort le 9 mars 2001 à Jakarta, est un homme d'État et économiste indonésien.

## Biographie
Il est l'un des économistes les plus influents du pays. Il a occupé des postes ministériels sous les présidents Sukarno et Suharto par intermittence entre 1950 et 1978. Au cours de sa carrière au gouvernement, Sumitro a été ministre de l'Industrie et du Commerce, ministre des Finances, et le ministre de la recherche dans cinq cabinets différents. Il a également été doyen de la faculté d'économie de l'université d'Indonésie,.
Issu d'une famille javanaise, il a étudié l'économie à la Netherlands School of Economics à Rotterdam aux Pays-Bas et y est resté tout au long de la Seconde Guerre mondiale. De retour en Indonésie après la guerre, il a été affecté à la mission diplomatique du pays aux États-Unis, où il a cherché à lever des fonds et à attirer l'attention internationale dans la lutte contre le colonialisme néerlandais. Après la passation de souveraineté à la suite de la conférence de la Table ronde de La Haye de 1949, à laquelle il participa, il rejoignit le Parti socialiste et devint ministre du Commerce et de l'Industrie en le cabinet Natsir. Il a mis en œuvre le protectionniste programme Benteng et a élaboré un plan économique qui visait l'industrialisation nationale. Sumitro a ensuite été ministre des Finances dans les cabinets des premiers ministres Wilopo et Burhanuddin Harahap pendant l'ère Sukarno. Au cours des années 1950, Sumitro a favorisé les investissements étrangers, une position impopulaire à l'époque qui l'a mis en conflit avec les nationalistes et le communistes.
En raison de divergences politiques et d'allégations de corruption, Sumitro a fui Jakarta et a rejoint le gouvernement révolutionnaire de la république d'Indonésie insurrectionnel à la fin des années 1950. Considéré comme un chef de file du mouvement, il a opéré depuis l'étranger, assurant la liaison avec les organisations de renseignement étrangères occidentales tout en recherchant des fonds et un soutien international. Après la défaite du mouvement, Sumitro est resté en exil en tant que critique virulent de Sukarno, continuant à faire campagne pour la chute du gouvernement. Après le renversement de Sukarno et l'établissement du nouvel Ordre sous Suharto, Sumitro a été invité à revenir d'exil et en 1967 a été nommé Ministre du Commerce. Dans cette position, Sumitro a mis en place des politiques favorisant l'industrialisation par le biais d'importations de biens d'équipement et de restrictions à l'exportation de matières premières. Il a été impliqué dans la planification de haut niveau de l'économie indonésienne, avec beaucoup de ses anciens étudiants de l'Université d'Indonésie,.
Après des désaccords avec Suharto sur la politique au début des années 1970, Sumitro a été réaffecté en tant que ministre de la Recherche avant son retrait total des postes gouvernementaux. Tout au long du Nouvel Ordre, Sumitro a mis à profit ses relations étrangères et politiques pour établir d'importants intérêts commerciaux privés et une présence politique pour sa famille. Lorsque son fils Prabowo Subianto a rejoint l'armée et épousé la fille de Suharto, Sumitro a également continué à travailler comme économiste avec une certaine influence dans les années 1980. À l'approche de la crise financière asiatique de 1997, il a commencé à appeler à une plus grande déréglementation de l'économie, mais est resté attaché à la structure politique de l'Ordre nouveau. Après sa mort, ses enfants et petits-enfants restent influents dans la politique indonésienne.